# Château de Spontin
Château de Spontin är ett slott i Belgien.   Det ligger i provinsen Namur och regionen Vallonien, i den sydöstra delen av landet, 70 km sydost om huvudstaden Bryssel. Château de Spontin ligger 186 meter över havet.
Terrängen runt Château de Spontin är huvudsakligen platt, men västerut är den kuperad. Château de Spontin ligger nere i en dal. Runt Château de Spontin är det ganska tätbefolkat, med 70 invånare per kvadratkilometer.. Närmaste större samhälle är Namur, 18,8 km nordväst om Château de Spontin. 
Trakten runt Château de Spontin består till största delen av jordbruksmark.